# حجازي (مقاطعة فارياب)
حجازي (بالفارسية: حجازی) هي قرية تقع في البلدة المركزية في إيران. يقدر عدد سكانها بـ 284 نسمة بحسب إحصاء 2016.